# Пшислоп'янка
Пшислоп'янка (пол. Przysłopianka, Przysłupianka, Przysłop) — гірська річка в Польщі, у Горлицькому повіті Малопольського воєводства на Лемківщині. Права притока Ропи, (басейн Балтійського моря).

## Опис
Довжина річки приблизно 12 км, висота витоку над рівнем моря 600 м, висота гирла над рівнем моря 400 м, найкоротша відстань між витоком і гирлом — 7,58 км, коефіцієнт звивистості річки — 1,59.

## Розташування
Бере початок на південно-західних схилах перевалу Магура Маластовська (813 м) на висоті 600 м над рівнем моря у селі Присліп (гміна Устя-Горлицьке). Спочатку тече переважно на північний захід через Новицю і Ліщини. Далі повертає на південний захід, тече через село Кунькову і впадає у озеро Климківське (річка Ропа, ліва приток Вислоки).

## Цікавий факт
- Навколо річки пролягають туристичні шляхи, які на мапі туристичній значаться кольором: зеленим (Шимбарк — Бартня (632 м) — Магура Маластовська (813 м) — Смерековець); жовтим (Магура Малатовська (813 м) — Хомола (692 м))[2].